# Eremostachys regeliana
Eremostachys regeliana là một loài thực vật có hoa trong họ Hoa môi. Loài này được Aitch. & Hemsl. mô tả khoa học đầu tiên năm 1886.